# Katerine Tisalema
Katerine Tisalema Puruncaja (* 28. Juli 1996) ist eine ecuadorianische Leichtathletin, die sich auf den Hindernislauf spezialisiert hat. 

## Sportliche Laufbahn
Erste internationale Erfahrungen sammelte Katerine Tisalema im Jahr 2013, als sie bei den Juniorensüdamerikameisterschaften in Resistencia in 4:49,36 min die Bronzemedaille im 1500-Meter-Lauf gewann und über 3000 m Hindernis in 11:41,82 min den vierten Platz belegte. Zwei Jahre später siegte sie dann in 4:41,50 min über 1500 Meter bei den Juniorensüdamerikameisterschaften in Cuenca und siegte in 11:03,52 min auch im Hindernislauf. Zudem gewann sie in 2:18,83 min die Bronzemedaille im 800-Meter-Lauf. Anschließend belegte sie bei den Panamerikanischen Juniorenmeisterschaften in Edmonton in 10:45,21 min den sechsten Platz im Hindernislauf. 2016 siegte sie nach 1:19:51 h beim Montevideo-Halbmarathon und Ende September belegte sie bei den U23-Südamerikameisterschaften in Lima in 4:26,91 min bzw. 10:34,16 min jeweils den vierten Platz über 1500 Meter und 3000 m Hindernis. Bei den Crosslauf-Weltmeisterschaften 2017 in Kampala erreichte sie nach 38:38 min Rang 81 und anschließend belegte sie bei den Juegos Bolivarianos in Santa Marta in 4:26,27 min den fünften Platz über 1500 Meter und erreichte im Hindernislauf nach 10:20,73 min Rang vier. Im Jahr darauf klassierte sie sich bei den Ibero-Amerikanischen-Meisterschaften in Trujillo in 10:11,99 min auf dem fünften Platz im Hindernislauf und wurde nach 9:34,52 min Zehnte im 3000-Meter-Lauf. Kurz zuvor wurde sie in 1:20:06 h Zweite beim Guayaquil Salinas Half Marathon. Daraufhin siegte sie in 10:45,80 min bei den U23-Südamerikameisterschaften in Cuenca im Hindernislauf und gewann in 4:31,88 min die Silbermedaille über 1500 Meter hinter der Argentinierin Micaela Levaggi.
2019 belegte sie in 4:32,51 min den siebten Platz über 1500 Meter bei den Südamerikameisterschaften in Lima und erreichte im Hindernislauf nach 10:20,72 min Rang neun. Anschließend startete sie im Hindernislauf bei den Panamerikanischen Spielen ebendort und gelangte dort nach 10:06,74 min auf Rang sechs. Bei den Halbmarathon-Weltmeisterschaften 2020 in Gdynia lief sie nach 1:14:59 h auf dem 78. Platz ein und im Jahr darauf belegte sie bei den Südamerikameisterschaften in Guayaquil in 10:17,00 min den sechsten Platz im Hindernislauf und wurde in 16:45,64 min Zehnte im 5000-Meter-Lauf.

## Persönliche Bestleistungen
- 800 Meter: 2:14,52 min, 26. August 2017 in Cuenca
- 1500 Meter: 4:26,67 min, 21. November 2017 in Santa Marta
- 5000 Meter: 16:45,64 min, 30. Mai 2021 in Guayaquil
- Halbmarathon: 1:13:46 h, 19. Januar 2020 in Santa Pola
- 3000 Meter Hindernis: 10:04,29 min, 20. November 2016 in Cuenca